# Love Scenes (альбом Дайаны Кролл)
| Оценки критиков                            | Оценки критиков |
| Источник                                   | Оценка          |
| ------------------------------------------ | --------------- |
| AllMusic                                   | [ 1 ]           |
| The Buffalo News                           | [ 2 ]           |
| Tom Hull                                   | A−              |
| The Penguin Guide to Jazz on CD            | [ 4 ]           |
| The Rolling Stone Jazz & Blues Album Guide | [ 5 ]           |

Love Scenes — четвёртый студийный альбом канадской певицы Дайаны Кролл, вышедший 26 августа 1997 года на лейбле Impulse! Records.

## Об альбоме
Альбом получил положительные отзывы музыкальных критиков. Мэри Кунц из The Buffalo News написала: «Это спокойная запись, гладкая и почти слишком однородная по текстуре. Фортепиано Кролл шелковистое и приглушённое, а большую часть инструментального внимания она старается уделить своим изысканным помощникам — гитаристу Расселу Мэлоуну и басисту Кристиану Макбрайду. Она сдерживает страсть».
Диск возглавил джазовый чарт в США (Traditional Jazz Albums) и был № 2 в Billboard Jazz.

## Список композиций
| №                   | Название                                      | Автор(ы)                                | Длительность |
| ------------------- | --------------------------------------------- | --------------------------------------- | ------------ |
| 1.                  | «All or Nothing at All»                       | Jack Lawrence Arthur Altman             | 4:35         |
| 2.                  | «Peel Me a Grape»                             | Dave Frishberg                          | 5:52         |
| 3.                  | «I Don't Know Enough About You»               | Peggy Lee Dave Barbour                  | 4:01         |
| 4.                  | «I Miss You So»                               | Jimmy Henderson Bertha Scott Sid Robin  | 4:42         |
| 5.                  | «They Can't Take That Away from Me»           | Ira Gershwin George Gershwin            | 5:39         |
| 6.                  | «Lost Mind»                                   | Percy Mayfield                          | 3:48         |
| 7.                  | «I Don't Stand a Ghost of a Chance with You»  | Victor Young Bing Crosby Ned Washington | 6:14         |
| 8.                  | «You're Getting to Be a Habit with Me»        | Harry Warren Al Dubin                   | 2:14         |
| 9.                  | «Gentle Rain»                                 | Luiz Bonfá Matt Dubey                   | 4:55         |
| 10.                 | «How Deep Is the Ocean (How High Is the Sky)» | Irving Berlin                           | 4:45         |
| 11.                 | «My Love Is»                                  | Billy Myles                             | 3:26         |
| 12.                 | «Garden in the Rain»                          | Carroll Gibbons James Dyrenforth        | 4:56         |
| Общая длительность: | Общая длительность:                           | Общая длительность:                     | 55:07        |

| №                   | Название            | Автор(ы)             | Длительность |
| ------------------- | ------------------- | -------------------- | ------------ |
| 13.                 | «That Old Feeling»  | Lew Brown Sammy Fain | 2:32         |
| Общая длительность: | Общая длительность: | Общая длительность:  | 57:39        |

| №                   | Название            | Автор(ы)            | Длительность |
| ------------------- | ------------------- | ------------------- | ------------ |
| 14.                 | «Another Spring»    | Lee Hubie Wheeler   | 3:04         |
| Общая длительность: | Общая длительность: | Общая длительность: | 60:43        |

## Позиции в чартах
| Чарт (1997—1998)                        | Высшая позиция |
| --------------------------------------- | -------------- |
| Канада (RPM Top Albums/CDs)             | 47             |
| Франция (SNEP)                          | 35             |
| Япония (Oricon)                         | 98             |
| Новая Зеландия (RMNZ)                   | 45             |
| Великобритания (UK Albums Chart)        | 152            |
| США (Billboard 200)                     | 109            |
| США (Billboard Top Jazz Albums)         | 2              |
| США Traditional Jazz Albums (Billboard) | 1              |

## Сертификации
| Регион                                                      | Сертификация  | Продажи    |
| ----------------------------------------------------------- | ------------- | ---------- |
| Канада (Music Canada)                                       | 2× Платиновый | 200 000^   |
| США (RIAA)                                                  | Платиновый    | 1 000 000^ |
| ^ Данные о тиражах приведены только на основе сертификации. |               |            |